# Борисоглебский сельсовет (Новосибирская область)
Борисоглебский сельсовет — сельское поселение в Убинском районе Новосибирской области Российской Федерации.
Административный центр — село Борисоглебка.

## История
Статус и границы сельского поселения установлены Законом Новосибирской области от 2 июня 2004 года № 200-ОЗ «О статусе и границах муниципальных образований Новосибирской области»

## Население
| 2002 | 2010 | 2012 | 2013 | 2014 | 2015 | 2016 |
| ---- | ---- | ---- | ---- | ---- | ---- | ---- |
| 714  | ↘586 | ↘561 | ↘546 | ↘541 | ↘525 | ↘508 |
| 2017 | 2018 | 2019 | 2020 | 2021 |      |      |
| ↘497 | ↘489 | ↘481 | ↘474 | ↘461 |      |      |

## Состав сельского поселения
| № | Населённый пункт | Тип населённого пункта       | Население |
| - | ---------------- | ---------------------------- | --------- |
| 1 | Борисоглебка     | село, административный центр | ↘372      |
| 2 | Клубничная       | железнодорожная станция      | ↘106      |
| 3 | Подлесный        | посёлок                      | ↘108      |